# Jan Helmers

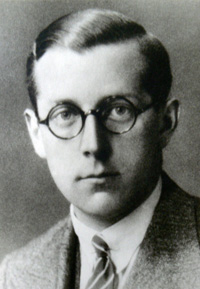

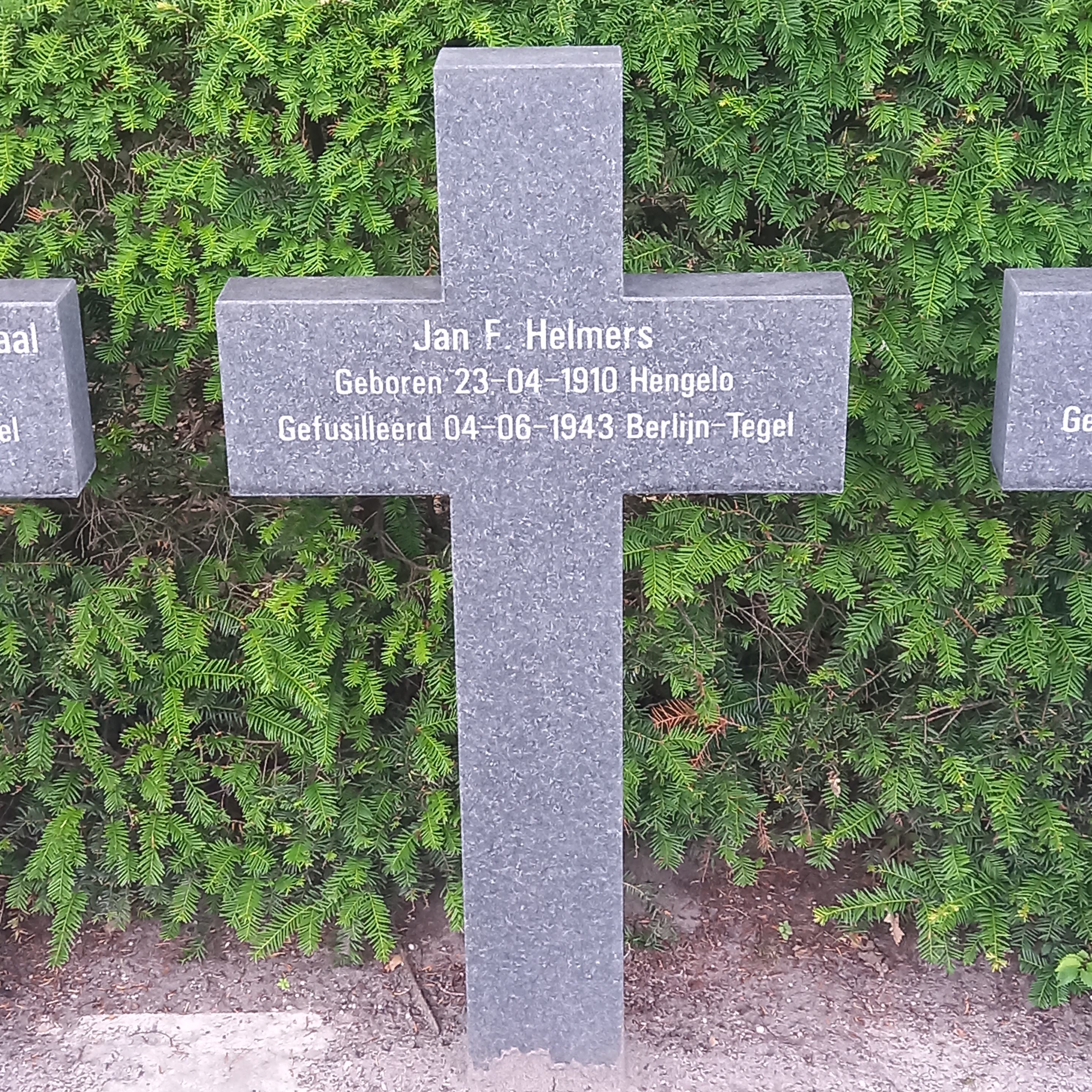
Het graf van Jan Helmers op begraafplaats Westduin in Den Haag

Jan Frederik Helmers (Hengelo, 23 april 1910 - Berlin-Tegel, 4 juni 1943) was een Nederlandse verzetsman tijdens de Tweede Wereldoorlog. 
Toen de oorlog uitbrak was Jan Helmers koopman en reisde veel naar Hamburg, Brussel en Haarlem. Hij werd lid van de verzetsgroep van Han Stijkel met zijn dienstkameraad Cornelis Jan Gude. Ook zijn broer Willem Helmers werd lid van de Stijkelgroep.
Op 6 april 1941 werden Jan en Willem Helmers gearresteerd en naar het Oranjehotel in Scheveningen gebracht. Op 24 maart 1942 werden zij naar Berlijn overgeplaatst alwaar zij op 4 juni 1943 werden gefusilleerd.
Helmers staat vermeld op de Erelijst van Gevallenen 1940-1945.

## Monument

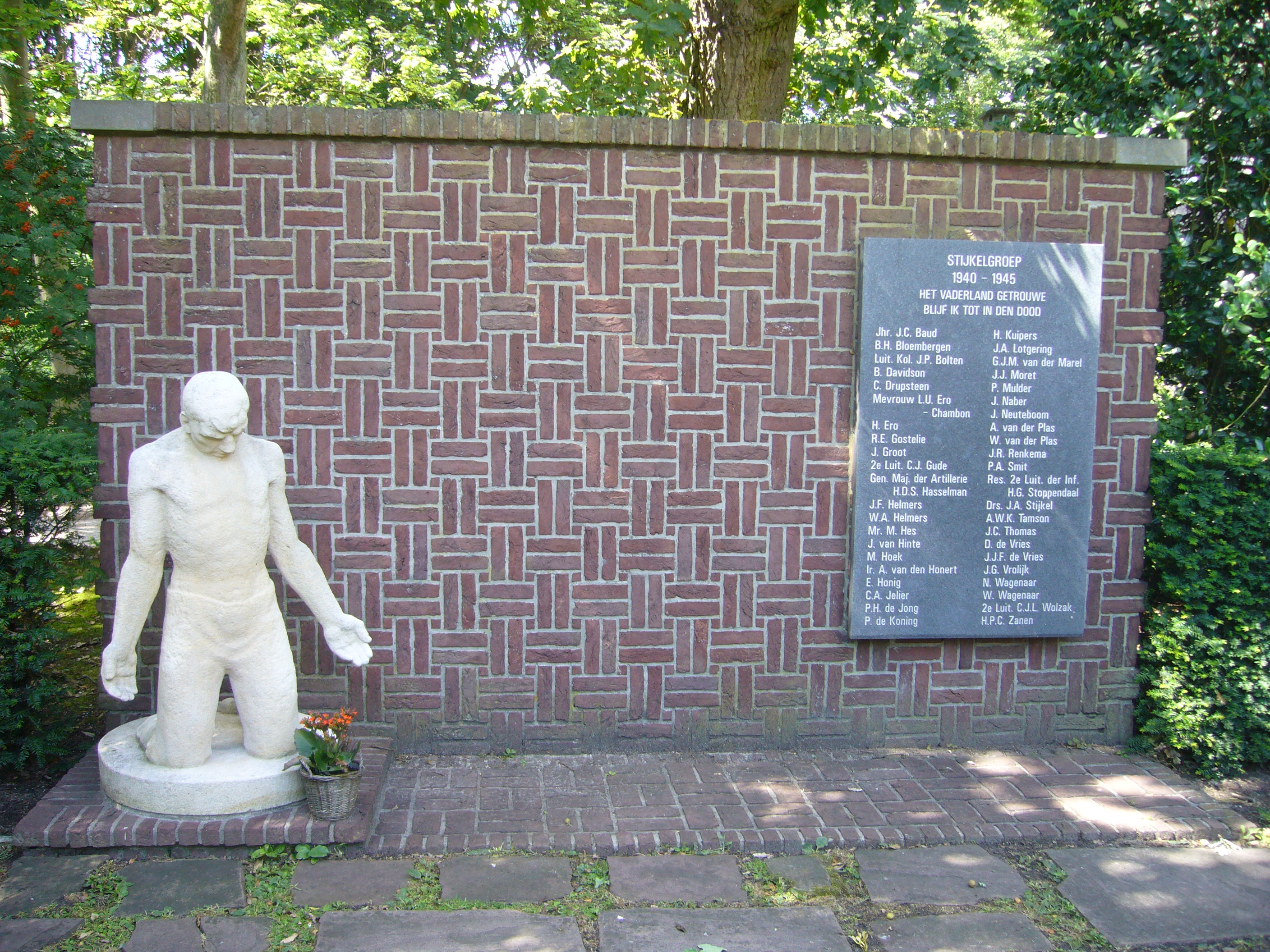

Met de andere gefusilleerde leden van de Stijkelgroep werden zij in Oost-Berlijn begraven, maar hun stoffelijke resten werden in juni 1947 naar Nederland overgebracht en op de begraafplaats Westduin herbegraven, nadat er in de St Jacobskerk in Den Haag een herdenkingsdienst was gehouden.
De houten kruizen werden later vervangen door kalkstenen kruizen. In 1953 werd door burgemeester Schokking een monument voor de Stijkelgroep onthuld.

## Trivia
Zijn voorvader was Jan Frederik Helmers, dichter van 'De Hollandsche Natie' en strijder tegen de overheersing van Napoleon.